# ¿Quién sabe más de Argentina?
¿Quién sabe más de Argentina? es un programa de televisión argentino de preguntas y respuestas emitido por la Televisión Pública desde el 2 de noviembre de 2020 con la conducción de Roberto Funes Ugarte.
La temática general del programa es sobre hechos, personajes e historia que forman la identidad argentina.

## Dinámica de juego
Los concursantes compiten en tres duplas que se disputan un puntaje distribuido en una serie de desafíos, en los que deberán responder sobre ídolos, próceres, costumbres, entretenimientos y todo aquello que hace a la idiosincrasia argentina.
“La respuesta correcta”,  “El matcheo” o “Suban el volumen” son algunos de los juegos, con los que las duplas suman puntos durante cada programa, las dos duplas con el puntaje más alto avanzan al juego final "El relevo" en el que deberán responder preguntas sobre temáticas aleatorias. La dupla ganadora del día obtendrá un premio y si consigue imponerse a lo largo de cinco programas, se llevará el gran premio semanal.
Su última emisión fue en febrero de 2023.